# I-33 (sous-marin)
Le I-33 (イ-33) est un sous-marin japonais de type B1 (乙型（伊十五型)）ayant servi durant la Seconde Guerre mondiale dans la Marine impériale japonaise. 
Achevé et mis en service en 1942, il a servi pendant la Seconde Guerre mondiale, effectuant une patrouille de guerre qui a inclus la bataille des Salomon orientales, avant de couler accidentellement en septembre 1942. Renfloué et réparé, il coule à nouveau dans un accident de plongée lors des essais en mer après réparation en juin 1944.

## Construction
Construit par le chantier naval Mitsubishi à Kobe au Japon, le I-33 a été mis sur cale le 30 janvier 1940 sous le nom de Sous-marin No. 146. Le 25 mars 1941, il est renommé I-41 et a été lancé le 1er mai 1941.Le 1er novembre 1941, il est renommé I-33 et a été achevé et mis en service le 10 juin 1942.

## Description
Le I-33, pesant près de 2 600 tonnes en surface, était capable de plonger à 100 m, puis de se déplacer à une vitesse maximale de 8 nœuds, avec une autonomie de 96 milles nautiques à une vitesse réduite de 3 nœuds. En surface, sa portée était de 14 000 milles nautiques, développant une vitesse maximale de 23,6 nœuds. Il transportait un hydravion de reconnaissance biplace Yokosuka E14Y (connu des Alliés sous le nom de Glen), stocké dans un hangar hydrodynamique à la base de la tour de navigation (kiosque).

## Histoire de service
Le I-33 est mis en service le 10 juin 1942, enregistré dans le district naval de Kure et rattaché à la 15e sous-division de la 1er escadron de sous-marins du contre-amiral Yamazaki Shigeaki avec les I-31 et I-32. Le Capitaine Ogawa en est le commandant.

### Première patrouille de guerre
La campagne de Guadalcanal commença le 7 août 1942 avec des débarquements amphibies américains à Guadalcanal, Tulagi, l'île Florida, Gavutu et Tanambogo dans le sud-est des îles Salomon. Le 15 août 1942, le I-33 partit de Kure pour une patrouille de guerre dans la région de Salomon, où il prit position dans le cadre d'un piquet de blocus sous-marin au sud de San Cristobal. La bataille de deux jours des Salomon orientales a commencé le 24 août 1942, et il était en surface ce jour-là, se dirigeant vers une nouvelle position, lorsqu'un bombardier en piqué SBD-3 Dauntless de l'US Navy (marine américaine) du porte-avions USS Enterprise (CV-6) l'a attaqué à 11h05 à la position géographique de 9° 21′ S, 163° 35′ E, mais il a plongé et a évité les dégâts. Il a aperçu une task force (groupe de travail) américain le 30 août 1942 mais n'a pas pu se mettre en position de l'attaquer. Il a quitté sa zone de patrouille le 20 septembre 1942 en direction de Truk, qu'il a atteint le 25 septembre 1942.

### Naufrage à Truk
Le 26 septembre 1943, le I-33 se trouvait à Truk, amarré à côté du navire de réparation de la 6e Flotte, le Urakami Maru, dont la poupe était amarrée à un quai sur l'île de Dublon. La moitié de son équipage était à terre en permission, son commandant était à bord du Urakami Maru et son officier de navigation était l'officier supérieur à bord. Tôt le matin, les membres de l'équipage du I-33 et trois ingénieurs du Urakami Maru commencèrent à réparer le tube lance-torpilles no 6 du I-33, l'un des tubes les plus bas. À 9h21, l'officier de navigation a autorisé l'équipage à ouvrir le robinet de vidange du ballast principal arrière pour tenter de faciliter les réparations en réduisant l'effet de la houle dans le lagon sur le I-33 et en soulevant son étrave. Cela a tellement compromis la flottabilité du I-33 partiellement inondé que les haussières fixant son arrière au quai se sont rompues, son écoutille de torpille avant a été inondée et il a coulé en deux minutes avec la perte de 33 membres d'équipage.
Une opération de sauvetage commença immédiatement. Un plongeur trouva le I-33 sur le fond par 37 m de fond et signala que certains membres d'équipage étaient encore vivants à bord du sous-marin. Faute de matériel nécessaire pour tenter de sauver l'équipage, la 6e Flotte abandonna les tentatives de sauvetage le 27 septembre 1942, et une enquête sur le naufrage commença ce jour-là.

### Sauvetage et réparation
Le 30 septembre 1942, le ministère de la Marine ordonna le sauvetage du I-33, et, faute de matériel adéquat disponible à Truk, la Flotte Combinée passa cet ordre à la 4e Flotte le 2 octobre 1942. Finalement, une tentative de sauvetage commença et, le 19 décembre 1942, la coque du I-33 fut pressurisée et son étrave remonta à la surface, mais trois minutes plus tard, la pression fit sauter une écoutille et le navire coula de nouveau. Le navire de sauvetage de sous-marins Mie Maru et le pétrolier Nippo Maru commencèrent une autre tentative de sauvetage le 25 décembre 1942 et cette fois, ils réussirent à renflouer le I-33 le 29 décembre 1942.
Le Nippo Maru a quitté Truk avec le I-33 en remorque le 2 mars 1943 à destination du Japon. Pendant le voyage, les canonnières auxiliaires Chou Maru et Heijo Maru les ont rejointes, et le 9 mars 1943, le destroyer Yūnagi s'est également joint au convoi. Le 17 mars 1943, les navires ont atteint Saeki, au Japon, et le I-33 est arrivé à Kure le 18 mars 1943 pour être réparé à l'arsenal naval de Kure.
Le 1er avril 1944, le I-33 est affecté à l'unité de garde de Kure, dont les travaux - y compris l'installation d'un radar et d'un détecteur de radar - se poursuivent jusqu'au début du mois de mai 1944. Les réparations du I-33 ont été déclarées officiellement terminées le 1er juin 1944, et il a été affecté au 11e escadron de sous-marins de la 6e flotte ce jour-là pour des travaux de révision.

### Perte
Le 13 juin 1944, le I-33 fit route de Kure à 7h00 pour compléter ses essais de réception de travaux en effectuant une série de plongées dans le Iyo-nada en mer intérieure de Seto. Lorsqu'il effectua sa deuxième plongée d'urgence du matin à 8h40, sa soupape d'admission principale de tribord ne se ferma pas, et tous les compartiments à l'arrière de sa salle de contrôle furent inondés. L'équipage a réussi à faire sauter partiellement ses ballasts principaux, et 10 minutes après l'immersion, son étrave a fait surface, mais l'inondation a continué, et quelques secondes plus tard, il a coulé, s'installant sur le fond à une profondeur de 180 pieds (55 m).
Le commandant du I-33 et neuf autres hommes étaient coincés dans la salle de contrôle. Avec la montée des eaux dans la salle de contrôle, le commandant a décidé de rester à bord du sous-marin et de se noyer, mais il a ordonné aux hommes qui l'accompagnaient de s'échapper par la tour de contrôle. Huit d'entre eux ont atteint la surface, où ils ont dérivé en deux groupes qui se sont dirigés séparément vers la côte. La plupart s'épuisèrent et se noyèrent, seuls deux d'entre eux atteignirent le rivage vivants. 13 autres hommes restèrent coincés dans le compartiment de l'équipage avant. L'écoutille inférieure du coffre de secours se bloqua, les empêchant de s'échapper. 12 des hommes s'étouffèrent et le dernier survivant se suicida. 102 hommes perdirent la vie au total.
Quelques heures après le naufrage du I-33, des pêcheurs ont trouvé les deux hommes de la salle de contrôle qui étaient parvenus vivants à terre et les ont emmenés à Mitohama, où ils ont contacté les autorités navales. L'annexe sous-marine Chōgei est bientôt arrivée, a récupéré deux survivants du I-33 et s'est dirigée vers le lieu de la catastrophe.
Le 14 juin 1944, un avion de recherche a trouvé une nappe de diesel dans l'Iyo-nada et a guidé le Chōgei vers celle-ci. Des plongeurs du Chōgei ont trouvé l'épave du I-33 le 15 juin 1944 et ont ramené à la surface les corps de deux hommes trouvés empêtrés dans l'enceinte du pont. Les plongeurs ont également déterminé la cause de la catastrophe, en trouvant un morceau d'échafaudage en bois de 5,1 cm de diamètre qui s'était glissé dans la conduite d'air pendant les réparations à Kure et avait bloqué la valve, provoquant une inondation catastrophique.
Une barge de sauvetage équipée d'une grue est arrivée sur les lieux le 16 juin 1944, mais un typhon approchant a forcé les Japonais à abandonner tous les efforts de sauvetage et de récupération dans la soirée. Le naufrage n'a pas fait l'objet d'une enquête car la plupart des officiers affectés à l'enquête ont été tués au combat pendant les combats dans les îles Mariannes au cours de l'été 1944. La marine impériale japonaise a rayé le I-33 de la liste de la marine le 10 août 1944.

### Disposition finale
Après que le I-33 ait reposé au fond de la mer intérieure de Seto pendant neuf ans, l'entreprise de sauvetage Hokusei Sempaku a commencé à travailler pour le renflouer en juin 1953. L'épave a été renflouée entre le 23 juillet et le 18 août 1953, les sauveteurs découvrant que ses compartiments avant n'étaient pas inondés. L'épave a été démolie au chantier naval Hitachi à Innoshima, au Japon.
| La tour de contrôle du I-33 renfloué |
| Tour de contrôle                     |

| La salle de contrôle du I-33 renfloué. |
| Salle de contrôle                      |

| La salle des torpilles du I-33 renfloué. |
| Salle des torpilles                      |

| Notes laissées par les membres d'équipage du I-33 renfloué.                                |
| Notes trouvées dans l'épave, laissées par les hommes d'équipage morts à bord en juin 1944. |